# Цефалопод (беспилотная подводная лодка)
«Цефалопо́д» — российский проект беспилотной атомной подводной лодки, предназначенной для уничтожения подводных лодок противника. Разработчиком подводного дрона является ЦКБ «Рубин». Стоимость проекта — 7,9 млрд рублей. 
Впервые о разработке «Цефалопода» стало известно в 2015 году.
По мнению американского журнала «Популярная механика», «Цефалопод» будет вооружён малогабаритными тепловыми торпедами МТТ, способными уничтожить вражескую субмарину, пробив её корпус. Кроме того, высказываются опасения иностранных специалистов, что по размеру российские беспилотные подлодки обойдут американские и будут обладать высокой прочностью и стелс-технологиями.